# Sænautasel

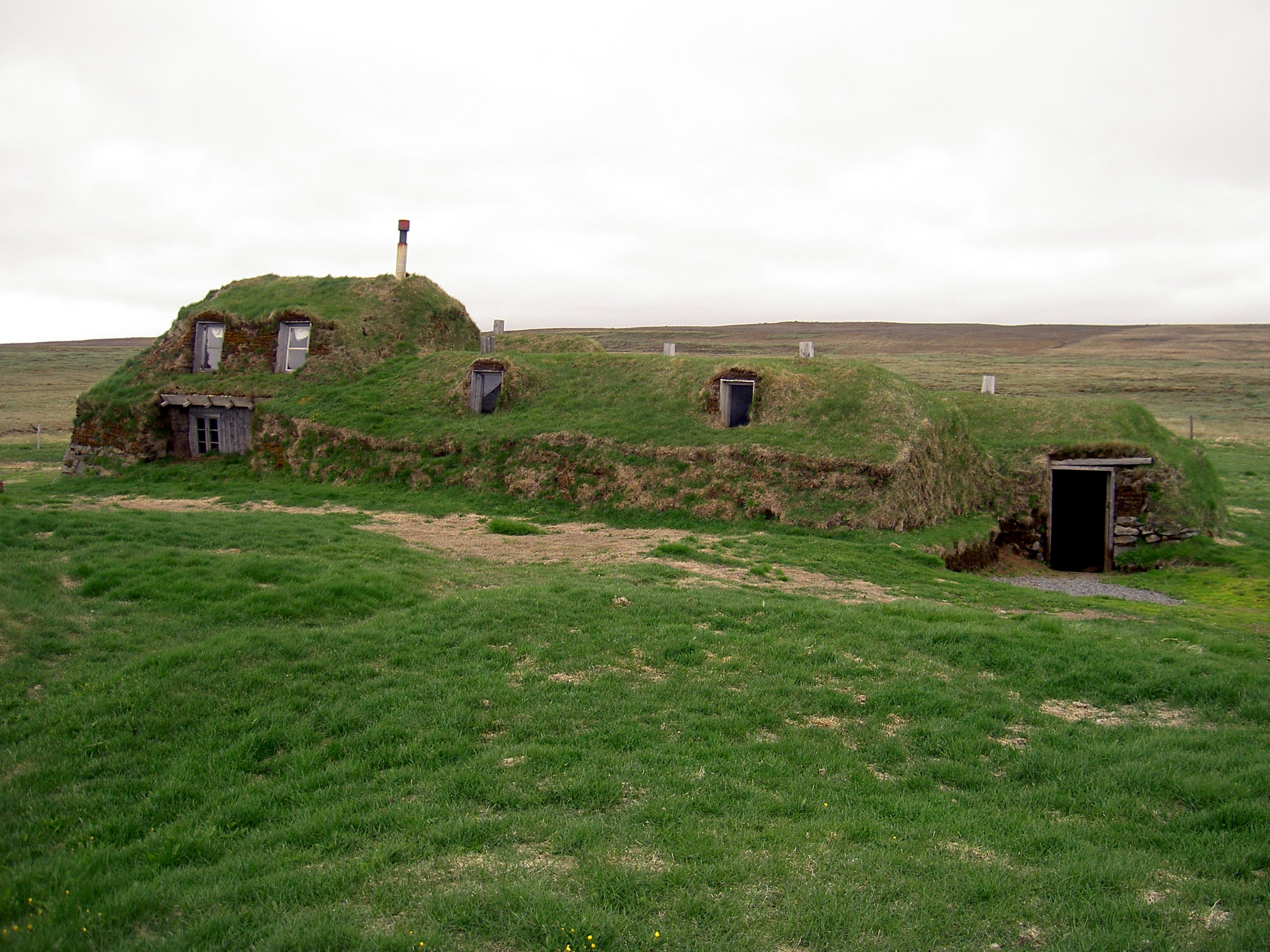
Sænautasel

Sænautasel (isländisch Seekuhhütte) ist ein restaurierter Bauernhof im Osten von Island.
Er liegt auf der Jökuldalsheiði westlich des Brúarvegurs , der nach Süden von der Möðrudalsleið  abzweigt.
Der Torfhof liegt am Südufer des langgestreckten Sees Sænautavatn und nördlich vom Ánavatn.
Er war zwischen 1843 und 1943 bewohnt.
Nur zwischen 1875 und 1880 stand er leer, wegen des Aschefalls vom Ausbruch der Askja.
Es lebten nacheinander neun Familien dort.
Es diente Halldór Laxness als Vorbild in seinem Roman Sein eigener Herr, dessen Held Bjartur auf einem Rentier durch den mächtigen Fluss Jökulsá á Brú reitet.
Im Jahre 1992 wurde Sænautasel wieder aufgebaut und kann im Sommer besichtigt werden.
Ein Café im Haus lädt dann zur Rast mit Kaffee und einheimischen Speisen.